# Strontiumwolframat
Strontiumwolframat ist eine anorganische chemische Verbindung des Strontiums aus der Gruppe der Wolframate.

## Gewinnung und Darstellung
Strontiumwolframat kann durch Reaktion von Strontiumcarbonat mit Wolfram(VI)-oxid bei hohen Temperaturen gewonnen werden.
{\displaystyle \mathrm {SrCO_{3}+WO_{3}\longrightarrow SrWO_{4}+CO_{2}\uparrow } }

## Eigenschaften
Strontiumwolframat ist ein weißer geruchloser Feststoff. Er besitzt eine tetragonale Kristallstruktur vom Scheelittyp mit der Raumgruppe I41/a (Raumgruppen-Nr. 88). Bei einem Druck von 2,1 GPa wandelt sich diese in eine monokline Kristallstruktur vom Wolframittyp mit der Raumgruppe P2/n (Raumgruppen-Nr. 13, Stellung 2). Bei einem Druck von etwa 10 GPa geht die Verbindung dann in eine Kristallstruktur vom Fergusonittyp über.

## Verwendung
Strontiumwolframat wird als elektrooptisches Material z. B. für Raman-Laser und Leuchtdioden verwendet.